# Shin-Ei Animation
Shin-Ei Animation Co., Ltd. (シンエイ動画株式会社 Shin'ei Douga Kabushiki Gaisha?) es un estudio de animación japonés propiedad de TV Asahi Corporation. Es miembro pleno de The Association of Japanese Animations.
Fundada en Tokio en 1976, es el sucesor de A Production, la empresa anterior de su fundador Daikichirō Kusube que fue un animador de Toei Animation. Shin-Ei es un estudio de animación detrás del ánime, Doraemon y Crayon Shin-chan, que fueron lanzados en la televisión japonesa desde 1979 y 1992 respectivamente.

## Historia

### A Production (1965-1974)
El estudio fue fundado bajo el nombre de A Production en diciembre de 1965 por Daikichiro Kusube, veterano animador de Toei Animation, quien cansado de las condiciones de trabajo en las que se vio obligado a trabajar, junto a sus colegas más jóvenes Tsutomu Shibayama y Osamu Kobayashi, bajo el apoyo de TMS Entertainment, como matriz.
Tokyo Movie estaba a cargo de las ventas, y A Pro adoptó la forma de una vinculación comercial (sin relación de capital) como filial de producción. El hermano de Kusube, Mikichiro Kusube se unió Tokio Movie y apoyó a su hermano Daikichiro en el personal de control de producción. Cuando Toei Animation empezó a cambiar de dirección de la animación para salas de cine a la producción de animación televisiva centrada en los recién llegados, el equipo de Toei y el personal de nivel medio se transferirán para "A Pro" uno tras uno. Animadores y directores como Keiji Oyama, Shigeru Yoshida, Yasuo Otsuka, Hayao Miyazaki, Isao Takahata, Yoichi Oda, entre otros
El personal de pintura y dirección, también tenía un departamento de arte y un departamento de acabado, y se jactaba de la producción simultánea de cinco piezas de animación de televisión. 
Desde su fundación hasta 1976, el estudio trabajó exclusivamente bajo contrato para TMS, colaborando en series como Obake no Q-taro, Tensai Bakabon y Lupin the Third Part I. Todavía estando TMS, A Production, bajo la dirección de Hayao Miyazaki, comenzó a trabajar en una serie de animación sobre Pippi Calzelunghe, pero el producto no vio la luz porque el autor Astrid Lindgren se negó a concederles los derechos.
En 1974 Kusube Daikichiro estuvo enfermo durante un año y la gente de Tokio perdió interés en el mercado japonés y el número de obras de la producción cinematográfica de Tokio disminuyó mientras luchaba por desarrollarse en el mercado estadounidense. Kusubabe, que sintió los límites del sistema de producción de la época como resultado de este trasfondo y la crisis de la gestión, decidió en 1976 terminar con Tokio Movie para convertirse en independiente.

### Shin-Ei Animation (1976-presente)
El 9 de septiembre de 1976, la empresa se independizó de su sociedad matriz y cambió su nombre a la actual Shin-Ei Animation, vinculando su destino a la producción de una de las franquicias más famosas y longevas de la historia, Doraemon (a partir de 1979). Especializado en series para niños (kodomo) y más o menos para adultos (shōnen y seinen), Shin-Ei también produjo obras como Ninja Hattori-kun (1981-1987), Fuku-chan y el remake de Kaibutsu-kun (1980-1982).
Antes de comenzar de nuevo en las producciones, está el edificio a Kitahara, Tanashi, Tokio. En ese caso se eliminó el departamento de acabado y recortó drásticamente el personal de dibujo, haciendo que la gestión sea más reducida. El departamento de arte dirigido por Koji Oyama es abolido, de forma que Oyama termina saliendo del estudio. El Sr. Kusubabe Sankichiro, que estaba inscrito en Tokio Movie, es transferido a Shin Ai Video como Director Gerente.
Una obra debutante después de la independencia de TMS es el cortometraje "Sougen no Ko  Tenguri" (1977). Después de hacer un contrato con otras empresas por un tiempo, en 1979, el éxito que resultaría ser un de los más duraderos, Doraemon, pudiendo llegar a la animación de nuevo. Tras éxito de "Doraemon", se apoyó la gestión de la animación de Shin Eye.
Con la expansión del negocio, se traslada el edificio en 1982 a Nishitōkyō. Alrededor de los años 80 muchas animaciones, principalmente de trabajos de Fujiko Fujio y de las series de "cómic mensuales" de Coro Coro. Éstos fueron televisados principalmente en TV Asahi.
En 1983 el estudio hace uso de gráficos por computadora (CG). Aunque CG fue casi externalizada, en la década de 1990, el equipo CGI se creó principalmente con Hiraki Ryu (animador), y también se produjo dentro de la compañía. En medio de las olas de la producción digital (fotografía digital de pintura digital) de la industria de la animación, que comenzó a finales de los años 90 está en auge también, se siguió adhiriéndose a la producción de la animación por celuloide, ya que el acabado y el rodaje son subcontratados, y la producción digital se había quedado en uso de forma parcial. Con el apoyo de la producción digital del estudio de subcontratación, "Jungle Wa Itsumo Hale Nochi Guu" (2001) comenzó la producción digital completa a escala completa. Junto con esta tendencia, otras obras se han desplazado por completo a la producción digital desde 2002. Además, desde 2005, con el apoyo de la Televisión digital terrestre, todas las obras de televisión se han realizado en alta definición.
En 1992 se construye un nuevo edificio en Tanashi, Tokio y se realizada nuevamente una mudanza. Este edificio pintado de azul tiene un apodo de "Edificio Doraemon" como gratitud por "Doraemon" que sirvió como apoyó a la dirección de la empresa. En el mismo año comenzó la animación televisiva "Crayon Shin-chan".
En enero de 2003, TV Asahi adquirirá el 10% de Shin-Ei Video y formará una alianza de capital. Desde abril de 2009, TV Asahi adquirió la mayoría de las acciones de Shin-Ei y se convirtió en una filial consolidada de TV Asahi. El nuevo presidente nombrado sería Iwanaga y Kansuke Mikichiro fue nombrado Presidente y Director Representante. El 15 de octubre de 2010, TV Asahi adquirió adicionalmente las acciones poseídas por Kusube Sankichiro, convirtiéndose en una subsidiaria al 100% de TV Asahi. 
En noviembre de 2009, se abre un nuevo edificio pintado de azul en la dirección noroeste del antiguo edificio de la compañía, junto al Gobierno Metropolitano de Tokio a lo largo de la antigua, comenzando otra mudanza. A pesar de que el edificio antiguo se había convertido durante algún tiempo en un arrendatario gratuito para la corporación de bienestar social Lemon Association en 2011, se arrendó el edificio para la "Escuela Infantil Raymond Tanashi".
En julio de 2012, Umezawa Michihiko, director general, fue ascendido para asumir el cargo Presidente y Director Representante. Umezawa, el presidente, es nombrado por TV Asahi como su predecesor, Iwanaga.
En 2016, se lanza el proyecto de producción de animación "Auname no Me" con Asmik Ace, TMS Entertainment, JR East Planning y Sumitomo Corporation. Las películas de Shin-Ei se encargan de la planificación y producción de animación en colaboración con TMS (por ejemplo,"Warau Salesman New" que comenzó a emitirse en abril de 2017). En abril de 2017, SynergySP se convirtió en una filial. Como representantes de la empresa, Masujiro Masuko, fue nombrado por Shin-Ei Animation.

## Filmografía

### Series de televisión
| Año  | Título                                           | Director(es)                               | Fecha de primera transmisión | Fecha de última transmisión | Eps. | Notas | Refs.                |
| ---- | ------------------------------------------------ | ------------------------------------------ | ---------------------------- | --------------------------- | ---- | --- | -------------------- |
| 1979 | Nihon Meisaku Dōwa Series: Akai Tori no Kokoro   | Varios                                     | 5 de febrero de 1979         | 30 de julio de 1979         | 26   | Historia original.                                                                                             | [ 3 ] [ 4 ]          |
| 1979 | Doraemon (1979)                                  | Tsutomu Shibayama                          | 2 de abril de 1979           | 18 de marzo de 2005         | 1787 | Adaptación del manga escrito e ilustrado por Fujiko Fujio.                                                     | [ 3 ] [ 4 ]          |
| 1980 | Kaibutsu-kun                                     | Hiroshi Fukutomi                           | 2 de septiembre de 1980      | 28 de septiembre de 1982    | 94   | Adaptación del manga escrito e ilustrado por Fujiko Fujio.                                                     | [ 3 ] [ 4 ]          |
| 1981 | Ninja Hattori-kun                                | Fumio Ikeno Hiroshi Sasagawa               | 28 de septiembre de 1981     | 25 de diciembre de 1987     | 694  | Adaptación del manga escrito e ilustrado por Fujiko Fujio.                                                     | [ 3 ] [ 4 ]          |
| 1982 | Fuku-chan                                        | Mineo Fuji                                 | 11 de febrero de 1982        | 27 de marzo de 1984         | 71   | Historia original.                                                                                             | [ 3 ] [ 4 ]          |
| 1982 | Game Center Arashi                               | Tameo Ogawa                                | 4 de mayo de 1982            | 27 de septiembre de 1982    | 26   | Adaptación del manga escrito e ilustrado por Mitsuru Sugaya.                                                   | [ 3 ] [ 4 ]          |
| 1983 | Perman (1983)                                    | Hiroshi Sasagawa Masuji Harada             | 4 de abril de 1983           | 2 de julio de 1985          | 526  | Secuela de Perman.                                                                                             | [ 3 ] [ 4 ]          |
| 1984 | Oyo Neko Bunyan                                  | Hiroshi Sasagawa Hiroshi Kuzuoka           | 3 de abril de 1984           | 19 de marzo de 1985         | 31   | Adaptación del manga escrito e ilustrado por Misako Ichikawa.                                                  | [ 3 ] [ 4 ]          |
| 1985 | Obake no Q-Taro (1985)                           | Hiroshi Sasagawa Masuji Harada             | 1 de abril de 1985           | 29 de marzo de 1987         | 510  | Secuela de Obake no Q-Taro .                                                                                   | [ 3 ] [ 4 ]          |
| 1985 | Pro Golfer Saru                                  | Junji Nishimura                            | 2 de abril de 1985           | 28 de marzo de 1988         | 143  | Adaptación del manga escrito e ilustrado por Fujiko Fujio.                                                     | [ 3 ] [ 4 ]          |
| 1987 | Ultra B                                          | Hiroshi Sasagawa                           | 5 de abril de 1987           | 27 de marzo de 1989         | 119  | Adaptación del manga escrito e ilustrado por Fujiko Fujio.                                                     | [ 3 ] [ 4 ]          |
| 1987 | Esper Mami                                       | Keiichi Hara                               | 7 de abril de 1987           | 26 de octubre de 1989       | 119  | Adaptación del manga escrito e ilustrado por Fujiko Fujio.                                                     | [ 3 ] [ 4 ]          |
| 1988 | Tsurupika Hagemaru-kun                           | Tetsuo Yasumi                              | 3 de marzo de 1988           | 6 de octubre de 1989        | 59   | Adaptación del manga escrito e ilustrado por Shinbo Nomura.                                                    | [ 3 ] [ 4 ]          |
| 1988 | Shin Pro Golfer Saru                             | Junji Nishimura                            | 11 de abril de 1988          | 13 de junio de 1988         | 10   | Secuela de Pro Golfer Saru.                                                                                    | [ 3 ] [ 4 ]          |
| 1988 | Biriken                                          | Hiroshi Sasagawa Junji Nishimura           | 11 de julio de 1988          | 3 de abril de 1989          | 32   | Adaptación del manga escrito e ilustrado por Fujiko Fujio.                                                     | [ 3 ] [ 4 ]          |
| 1988 | Oishinbo                                         | Yoshio Takeuchi                            | 17 de octubre de 1988        | 17 de marzo de 1992         | 136  | Adaptación del manga escrito por Tetsu Kariya e ilustrado por Akira Hanasaki.                                  | [ 3 ] [ 4 ]          |
| 1989 | Obocchama-kun                                    | Tetsuo Yasumi                              | 14 de enero de 1989          | 26 de septiembre de 1992    | 164  | Adaptación del manga escrito e ilustrado por Yoshinori Kobayashi.                                              | [ 3 ] [ 4 ]          |
| 1989 | Chinpui                                          | Mitsuru Hongō                              | 11 de febrero de 1989        | 18 de abril de 1991         | 56   | Adaptación del manga escrito e ilustrado por Fujiko Fujio.                                                     | [ 3 ] [ 4 ]          |
| 1989 | Biriken Nandemo Shōkai                           | Hiroshi Sasagawa Junji Nishimura           | 10 de abril de 1989          | 18 de septiembre de 1989    | 22   | Secuela de Biriken.                                                                                            | [ 3 ] [ 4 ]          |
| 1989 | Warau Salesman                                   | Toshirō Kuni Yoshitomo Yonetani            | 17 de octubre de 1989        | 29 de septiembre de 1992    | 103  | Secuela de Warau Salesman Episode 0.                                                                           | [ 3 ] [ 4 ]          |
| 1990 | Gatapishi                                        | Hiroshi Sasagawa                           | 23 de abril de 1990          | 29 de marzo de 1991         | 199  | Adaptación del manga escrito e ilustrado por Shunji Sonoyama.                                                  | [ 3 ] [ 4 ]          |
| 1991 | Dororonpa!                                       | Tetsuo Yasumi                              | 8 de abril de 1991           | 27 de septiembre de 1991    | 115  | Historia original.                                                                                             | [ 3 ] [ 4 ]          |
| 1991 | 21 Emon                                          | Keiichi Hara                               | 2 de mayo de 1991            | 26 de marzo de 1992         | 39   | Adaptación del manga escrito e ilustrado por Fujiko Fujio.                                                     | [ 3 ] [ 4 ]          |
| 1992 | Sasurai-kun                                      | Toshirō Kuni Yoshitomo Yonetani            | 7 de abril de 1992           | 30 de junio de 1992         | 13   | Adaptación del manga escrito e ilustrado por Fujiko Fujio.                                                     | [ 3 ] [ 4 ]          |
| 1992 | Crayon Shin-chan                                 | Keiichi Hara Mitsuru Hongō Yūji Mutō       | 13 de abril de 1992          | TBA                         | TBA  | Adaptación del manga escrito e ilustrado por Yoshito Usui.                                                     | [ 3 ] [ 4 ]          |
| 1997 | Ninpen Manmaru                                   | Tetsuo Yasumi                              | 5 de julio de 1997           | 28 de marzo de 1998         | 30   | Adaptación del manga escrito e ilustrado por Mikio Igarashi.                                                   | [ 3 ] [ 4 ]          |
| 1998 | Yoshimoto Muchikko Monogatari                    | Tetsuo Yasumi                              | 26 de octubre de 1998        | 5 de noviembre de 1999      | 47   | Historia original.                                                                                             | [ 3 ] [ 4 ]          |
| 2001 | Jungle wa Itsumo Hare nochi Guu                  | Tsutomu Mizushima                          | 3 de abril de 2001           | 25 de septiembre de 2001    | 26   | Adaptación del manga escrito e ilustrado por Renjuro Kindaichi.                                                | [ 3 ] [ 4 ]          |
| 2002 | Atashin'chi                                      | Akitaro Daichi Tetsuo Yasumi               | 19 de abril de 2002          | 19 de septiembre de 2009    | 330  | Adaptación del manga escrito e ilustrado por Eiko Kera.                                                        | [ 3 ] [ 4 ]          |
| 2005 | Doraemon (2005)                                  | Kōzō Kusuba Tsutomu Shibayama Soichiro Zen | 22 de abril de 2005          | TBA                         | TBA  | Secuela de Doraemon (1979).                                                                                    | [ 3 ] [ 4 ]          |
| 2010 | Stitch!: Zutto Saikō no Tomodachi                | Tetsuo Yasumi Mio Aiuchi                   | 6 de julio de 2010           | 8 de marzo de 2011          | 29   | Secuela de Stitch! Itazura Alien no Daibōken.                                                                  | [ 3 ] [ 4 ]          |
| 2010 | Shin-Men                                         | Masaaki Yuasa                              | 26 de noviembre de 2010      | 14 de septiembre de 2012    | 13   | Spinoff de Crayon Shin-chan.                                                                                   | [ 3 ] [ 4 ]          |
| 2012 | Area no Kishi                                    | Hirofumi Ogura                             | 7 de enero de 2012           | 29 de septiembre de 2012    | 37   | Adaptación del manga escrito e ilustrado por Hiroaki Igano.                                                    | [ 3 ] [ 4 ]          |
| 2012 | Kuromajo-san ga Tōru!!                           | Tetsuo Yasumi                              | 4 de abril de 2012           | 19 de febrero de 2014       | 60   | Adaptación de la novela infantil escrita por Hiroshi Ishizaki e ilustrada por Kaori Fujita.                    | [ 3 ] [ 4 ]          |
| 2012 | Ninja Hattori-kun (2012)                         | Tetsuo Yasumi                              | 13 de mayo de 2012           | 16 de febrero de 2015       | 52   | Nueva adaptación del manga escrito e ilustrado por Fujiko Fujio.                                               | [ 3 ] [ 4 ]          |
| 2014 | Tonari no Seki-kun                               | Yūji Mutō                                  | 6 de enero de 2014           | 26 de mayo de 2014          | 21   | Adaptación del manga escrito e ilustrado por Takuma Morishige.                                                 | [ 5 ]                |
| 2014 | Denki-gai no Honya-san                           | Masafumi Satō                              | 2 de octubre de 2014         | 18 de diciembre de 2014     | 12   | Adaptación del manga escrito e ilustrado por Asato Mizu.                                                       | [ 3 ] [ 4 ]          |
| 2014 | Kaitō Joker                                      | Yukiyo Teramoto                            | 6 de octubre de 2014         | 5 de enero de 2015          | 13   | Adaptación del manga escrito e ilustrado por Hideyasu Takahashi.                                               | [ 3 ] [ 4 ]          |
| 2015 | Kaitō Joker 2nd Season                           | Yukiyo Teramoto                            | 6 de abril de 2015           | 29 de junio de 2015         | 13   | Secuela de Kaitō Joker.                                                                                        | [ 3 ] [ 4 ]          |
| 2015 | Shin Atashin'chi                                 | Hirofumi Ogura                             | 6 de octubre de 2015         | 5 de abril de 2016          | 26   | Secuela de Atashin'chi.                                                                                        | [ 3 ] [ 4 ]          |
| 2016 | Kaitō Joker 3rd Season                           | Yukiyo Teramoto                            | 4 de abril de 2016           | 27 de junio de 2016         | 13   | Secuela de Kaitō Joker 2nd Season.                                                                             | [ 3 ] [ 4 ]          |
| 2016 | Kaitō Joker 4th Season                           | Yukiyo Teramoto                            | 3 de octubre de 2016         | 26 de diciembre de 2016     | 13   | Secuela de Kaitō Joker 3rd Season.                                                                             | [ 3 ] [ 4 ]          |
| 2016 | Trickster: Edogawa Ranpo "Shōnen Tanteidan" yori | Masahiro Mukai                             | 4 de octubre de 2016         | 27 de marzo de 2017         | 24   | Adaptación del manga escrito e ilustrado por Mantohihi Binta. Coproducción junto a TMS Entertainment.          | [ 3 ] [ 4 ]          |
| 2017 | Warau Salesman New                               | Hirofumi Ogura                             | 3 de abril de 2017           | 19 de junio de 2017         | 12   | Secuela de Warau Salesman.                                                                                     | [ 3 ] [ 4 ]          |
| 2017 | Yōkai Apartment no Yūga na Nichijō               | Mitsuo Hashimoto                           | 3 de julio de 2017           | 25 de diciembre de 2017     | 26   | Adaptación de las novelas ligeras escritas por Hinowa Kōzuki.                                                  | [ 3 ] [ 4 ]          |
| 2018 | Pikachin-Kit                                     | Ryūichi Kimura                             | 6 de enero de 2018           | 28 de marzo de 2020         | 115  | Secuela de Pochitto Hatsumei: Pikachin-Kit. Coproducción junto a OLM.                                          | [ 3 ] [ 4 ]          |
| 2018 | Karakai Jōzu no Takagi-san                       | Hiroaki Akagi                              | 8 de enero de 2018           | 26 de marzo de 2018         | 12   | Adaptación del manga escrito e ilustrado por Sōichirō Yamamoto.                                                | [ 6 ] [ 7 ]          |
| 2019 | Karakai Jōzu no Takagi-san 2                     | Hiroaki Akagi                              | 7 de julio de 2019           | 22 de septiembre de 2019    | 12   | Secuela de Karakai Jōzu no Takagi-san.                                                                         | [ 8 ] [ 9 ]          |
| 2020 | Hachinan tte, Sore wa Nai Deshō!                 | Tatsuo Miura                               | 2 de abril de 2020           | 18 de junio de 2020         | 12   | Adaptación de las novelas ligeras escritas por Y.A e ilustradas por Fuzichoco. Coproducción junto a SynergySP. | [ 10 ] [ 11 ] [ 12 ] |
| 2020 | Anime Kapibara-san                               | Tomohiro Tsukimisato                       | 9 de octubre de 2020         | 26 de marzo de 2021         | 24   | Historia original. Coproducción junto a Lesprit.                                                               | [ 3 ] [ 4 ]          |
| 2021 | Pui Pui Molcar                                   | Tomoki Misato                              | 5 de enero de 2021           | 23 de marzo de 2021         | 12   | Historia original.                                                                                             | [ 3 ] [ 4 ]          |
| 2021 | Idolls!                                          | Shōta Nakano                               | 8 de enero de 2021           | 12 de marzo de 2021         | 10   | Historia original.                                                                                             | [ 3 ] [ 4 ]          |
| 2021 | Mashiro no Oto                                   | Hiroaki Akagi                              | 3 de abril de 2021           | 19 de junio de 2021         | 12   | Adaptación del manga escrito e ilustrado por Marimo Ragawa.                                                    | [ 13 ]               |
| 2021 | Iii Icecrin                                      | Juria Matsumura                            | 6 de abril de 2021           | 29 de junio de 2021         | 12   | Historia original. Coproducción junto a Toho Interactive Animation.                                            | [ 3 ] [ 4 ]          |
| 2021 | Subarashiki Kono Sekai The Animation             | Kazuya Ichikawa                            | 10 de abril de 2021          | 26 de junio de 2021         | 12   | Adaptación del videojuego desarrollado por Square Enix y Jupiter. Coproducción junto a Domerica.               | [ 3 ] [ 4 ]          |
| 2022 | Karakai Jōzu no Takagi-san 3                     | Hiroaki Akagi                              | 8 de enero de 2022           | 26 de marzo de 2022         | 12   | Secuela de Karakai Jōzu no Takagi-san 2.                                                                       | [ 14 ] [ 15 ]        |
| 2022 | Kakkō no Iinazuke                                | Hiroaki Akagi Yoshiyuki Shirahata          | 24 de abril de 2022          | 2 de octubre de 2022        | 24   | Adaptación del manga escrito e ilustrado por Miki Yoshikawa. Coproducción junto a SynergySP.                   | [ 16 ] [ 17 ] [ 18 ] |
| 2022 | Iii Icecrin Double                               | Juria Matsumura                            | 2 de julio de 2022           | 17 de septiembre de 2022    | 12   | Secuela de Iii Icecrin. Coproducción junto a Toho Interactive Animation.                                       | [ 3 ] [ 4 ]          |
| 2022 | Chimimo                                          | Aruto Pino                                 | 8 de julio de 2022           | 23 de septiembre de 2022    | 12   | Historia original.                                                                                             | [ 3 ] [ 4 ]          |
| 2023 | Boku no Kokoro no Yabai Yatsu                    | Hiroaki Akagi                              | 2 de abril de 2023           | 18 de junio de 2023         | 12   | Adaptación del manga escrito e ilustrado por Norio Sakurai.                                                    | [ 19 ]               |
| 2024 | Chiyu Mahō no Machigatta Tsukai-kata             | Takahide Ogata                             | 6 de enero de 2024           | 30 de marzo de 2024         | 13   | Adaptación de las novelas ligeras escritas por Kurokata e ilustradas por KeG. Coproducción junto a Studio Add. | [ 20 ] [ 21 ]        |
| 2024 | Boku no Kokoro no Yabai Yatsu Season 2           | Hiroaki Akagi                              | 7 de enero de 2024           | 31 de marzo de 2024         | 13   | Secuela de Boku no Kokoro no Yabai Yatsu.                                                                      | [ 22 ]               |
| 2024 | Kyūjitsu no Warumono-san                         | Yoshinori Odaka                            | 8 de enero de 2024           | 25 de marzo de 2024         | 12   | Adaptación del manga escrito e ilustrado por Yū Morikawa. Coproducción junto a SynergySP.                      | [ 23 ]               |

### Películas
| Año  | Título                                                                       | Director(es)                                    | Duración | Notas                                                                                                 | Refs.         |
| ---- | ---------------------------------------------------------------------------- | ----------------------------------------------- | -------- | --- | ------------- |
| 1977 | Sōgen no Ko Tenguri                                                          | Yasuo Otsuka                                    | 21m      | Historia original.                                                                                    | [ 3 ] [ 4 ]   |
| 1980 | Doraemon Movie 01: Nobita no Kyōryū                                          | Hiroshi Fukutomi                                | 92m      | Historia original de Doraemon.                                                                        | [ 3 ] [ 4 ]   |
| 1981 | Kaibutsu-kun: Kaibutsu Land e no Shoutai                                     | Hiroshi Fukutomi                                | 75m      | Historia original de Kaibutsu-kun.                                                                    | [ 3 ] [ 4 ]   |
| 1981 | Doraemon Movie 02: Nobita no Uchū Kaitakushi                                 | Hideo Nishimaki                                 | 96m      | Historia original de Doraemon.                                                                        | [ 3 ] [ 4 ]   |
| 1981 | 21 Emon: Uchū e Irasshai!                                                    | Tsutomu Shibayama                               | 92m      | Adaptación del manga escrito e ilustrado por Fujiko Fujio.                                            | [ 3 ] [ 4 ]   |
| 1981 | Doraemon Movie: Boku, Momotarou no Nanna no Sa                               | Takeyuki Kanda                                  | 47m      | Historia original de Doraemon.                                                                        | [ 3 ] [ 4 ]   |
| 1982 | Kaibutsu-kun: Demon no Ken                                                   | Hiroshi Fukutomi                                | 52m      | Historia original de Kaibutsu-kun.                                                                    | [ 3 ] [ 4 ]   |
| 1982 | Ninja Hattori-kun: Nin Nin Ninpo Enikki no Maki                              | Hiroshi Sasagawa Kazunori Tanahashi             | 31m      | Historia original de Ninja Hattori-kun.                                                               | [ 3 ] [ 4 ]   |
| 1982 | Doraemon Movie 03: Nobita no Daimakyō                                        | Hideo Nishimaki                                 | 92m      | Historia original de Doraemon.                                                                        | [ 3 ] [ 4 ]   |
| 1983 | Perman: Birdman ga Yatte Kita!!                                              | Shinichi Suzuki                                 | 25m      | Historia original de Perman.                                                                          | [ 3 ] [ 4 ]   |
| 1983 | Ninja Hattori-kun: Nin Nin Furusato Daisakusen no Maki                       | Hiroshi Sasagawa Ryoji Fujiwara Shinichi Suzuki | 52m      | Historia original de Ninja Hattori-kun.                                                               | [ 3 ] [ 4 ]   |
| 1983 | Doraemon Movie 04: Nobita no Kaitei Kiganjō                                  | Tsutomu Shibayama                               | 95m      | Historia original de Doraemon.                                                                        | [ 3 ] [ 4 ]   |
| 1894 | Ninja Hattori-kun Plus Perman: Chōnōryoku Wars                               | Hiroshi Sasagawa Masuji Harada                  | 52m      | Crossover de Ninja Hattori-kun y Doraemon.                                                            | [ 3 ] [ 4 ]   |
| 1894 | Doraemon Movie 05: Nobita no Makai Daibōken                                  | Tsutomu Shibayama                               | 98m      | Historia original de Doraemon.                                                                        | [ 3 ] [ 4 ]   |
| 1985 | Ninja Hattori-kun Plus Perman: Ninja Kaijū Jippō tai Miracle Tamago          | Hiroshi Sasagawa Masuji Harada                  | 50m      | Crossover de Ninja Hattori-kun y Doraemon.                                                            | [ 3 ] [ 4 ]   |
| 1985 | Doraemon Movie 06: Nobita no Little Star Wars                                | Tsutomu Shibayama                               | 98m      | Historia original de Doraemon.                                                                        | [ 3 ] [ 4 ]   |
| 1986 | Pro Golfer Saru: Super Golf World e no Chōsen!!                              | Junji Nishimura                                 | 45m      | Historia original de Pro Golfer Saru.                                                                 | [ 3 ] [ 4 ]   |
| 1986 | Doraemon Movie 07: Nobita to Tetsujin Heidan                                 | Tsutomu Shibayama                               | 100m     | Historia original de Doraemon.                                                                        | [ 3 ] [ 4 ]   |
| 1987 | Pro Golfer Saru: Kōga Hikyō! Kage no Ninpō Golfer Sanjō!                     | Junji Nishimura                                 | 40m      | Historia original de Pro Golfer Saru.                                                                 | [ 3 ] [ 4 ]   |
| 1987 | Doraemon Movie 08: Nobita to Ryū no Kishi                                    | Tsutomu Shibayama                               | 91m      | Historia original de Doraemon.                                                                        | [ 3 ] [ 4 ]   |
| 1988 | Ultra B: Black Hole kara no Dokusaisha BB!!                                  | Hiroshi Sasagawa                                | 20m      | Historia original de Ultra B.                                                                         | [ 3 ] [ 4 ]   |
| 1988 | Esper Mami: Hoshizora no Dancing Doll                                        | Keiichi Hara                                    | 41m      | Historia original de Esper Mami.                                                                      | [ 3 ] [ 4 ]   |
| 1988 | Doraemon Movie 09: Nobita no Parallel Saiyūki                                | Tsutomu Shibayama                               | 90m      | Historia original de Doraemon.                                                                        | [ 3 ] [ 4 ]   |
| 1989 | Doraemon Movie 10: Nobita no Nippon Tanjō                                    | Tsutomu Shibayama                               | 100m     | Historia original de Doraemon.                                                                        | [ 3 ] [ 4 ]   |
| 1990 | Chinpui: Eri-sama Katsudō Daishashin                                         | Mitsuru Hongō                                   | 40m      | Historia original de Chinpui.                                                                         | [ 3 ] [ 4 ]   |
| 1990 | Doraemon Movie 11: Nobita to Animal Planet                                   | Tsutomu Shibayama                               | 100m     | Historia original de Doraemon.                                                                        | [ 3 ] [ 4 ]   |
| 1991 | Doraemon Movie 12: Nobita no Dorabian Nights                                 | Tsutomu Shibayama                               | 100m     | Historia original de Doraemon.                                                                        | [ 3 ] [ 4 ]   |
| 1992 | 21 Emon Uchū ike! Hadashi no Princess                                        | Mitsuru Hongō                                   | 40m      | Secuela de 21 Emon.                                                                                   | [ 3 ] [ 4 ]   |
| 1992 | Oishinbo: Kyūkyoku tai Shikō, Chōju Ryōri Taiketsu!!                         | Yoshio Takeuchi                                 | 90m      | Secuela de Oishinbo.                                                                                  | [ 3 ] [ 4 ]   |
| 1992 | Doraemon Movie 13: Nobita to Kumo no Ōkoku                                   | Tsutomu Shibayama                               | 100m     | Historia original de Doraemon.                                                                        | [ 3 ] [ 4 ]   |
| 1993 | Crayon Shin-chan Movie 01: Action Kamen vs. Haigure Maou                     | Mitsuru Hongō                                   | 93m      | Historia original de Crayon Shin-chan.                                                                | [ 3 ] [ 4 ]   |
| 1993 | Oishinbo: Nichibei Kome Sensō                                                | Yoshio Takeuchi                                 | 90m      | Secuela de Oishinbo: Kyūkyoku tai Shikō, Chōju Ryōri Taiketsu!!.                                      | [ 3 ] [ 4 ]   |
| 1993 | Doraemon Movie 14: Nobita to Buriki no Labyrinth                             | Tsutomu Shibayama                               | 100m     | Historia original de Doraemon.                                                                        | [ 3 ] [ 4 ]   |
| 1994 | Crayon Shin-chan Movie 02: Buriburi Ōkoku no Hihō                            | Mitsuru Hongō                                   | 93m      | Historia original de Crayon Shin-chan.                                                                | [ 3 ] [ 4 ]   |
| 1994 | Doraemon Movie 15: Nobita to Mugen Sankenshi                                 | Tsutomu Shibayama                               | 100m     | Historia original de Doraemon.                                                                        | [ 3 ] [ 4 ]   |
| 1995 | Doraemon Movie 16: Nobita no Sōsei Nikki                                     | Tsutomu Shibayama                               | 98m      | Historia original de Doraemon.                                                                        | [ 3 ] [ 4 ]   |
| 1995 | Doraemon: 2112-nen Doraemon Tanjō                                            | Yoshitomo Yonetani                              | 30m      | Historia original de Doraemon.                                                                        | [ 3 ] [ 4 ]   |
| 1995 | Crayon Shin-chan Movie 03: Unkokusai no Yabō                                 | Mitsuru Hongō                                   | 96m      | Historia original de Crayon Shin-chan.                                                                | [ 3 ] [ 4 ]   |
| 1996 | Doraemon Movie 17: Nobita to Ginga Express                                   | Tsutomu Shibayama                               | 97m      | Historia original de Doraemon.                                                                        | [ 3 ] [ 4 ]   |
| 1996 | Crayon Shin-chan Movie 04: Henderland no Daibōken                            | Mitsuru Hongō                                   | 97m      | Historia original de Crayon Shin-chan.                                                                | [ 3 ] [ 4 ]   |
| 1997 | Doraemon Movie 18: Nobita no Nejimaki City Bōkenki                           | Tsutomu Shibayama                               | 98m      | Historia original de Doraemon.                                                                        | [ 3 ] [ 4 ]   |
| 1997 | The☆Doraemons: The Mysterious Thief Dorapan The Mysterious Cartel            | Yoshitomo Yonetani                              | 31m      | Historia original de Doraemon.                                                                        | [ 3 ] [ 4 ]   |
| 1997 | Crayon Shin-chan Movie 05: Ankoku Tamatama Daitsuiseki                       | Keiichi Hara                                    | 99m      | Historia original de Crayon Shin-chan.                                                                | [ 3 ] [ 4 ]   |
| 1998 | Doraemon Movie 19: Nobita no Nankai Daibōken                                 | Tsutomu Shibayama                               | 97m      | Historia original de Doraemon.                                                                        | [ 3 ] [ 4 ]   |
| 1998 | Doraemon: Doraemon Comes Back (Movie)                                        | Ayumu Watanabe                                  | 27m      | Historia original de Doraemon.                                                                        | [ 3 ] [ 4 ]   |
| 1998 | The☆Doraemons: Mushimushi Pyonpyon Daisakusen!                               | Yoshitomo Yonetani                              | 16m      | Historia original de Doraemon.                                                                        | [ 3 ] [ 4 ]   |
| 1998 | Crayon Shin-chan Movie 06: Dengeki! Buta no Hizume Daisakusen                | Keiichi Hara                                    | 99m      | Historia original de Crayon Shin-chan.                                                                | [ 3 ] [ 4 ]   |
| 1999 | Doraemon Movie 20: Nobita no Uchū Hyōryūki                                   | Tsutomu Shibayama                               | 93m      | Historia original de Doraemon.                                                                        | [ 3 ] [ 4 ]   |
| 1999 | Crayon Shin-chan Movie 07: Bakuhatsu! Onsen Wakuwaku Daikessen               | Keiichi Hara                                    | 110m     | Historia original de Crayon Shin-chan.                                                                | [ 3 ] [ 4 ]   |
| 2000 | Doraemon Movie 21: Nobita no Taiyō Ō Densetsu                                | Tsutomu Shibayama                               | 91m      | Historia original de Doraemon.                                                                        | [ 3 ] [ 4 ]   |
| 2000 | The☆Doraemons: Dokidoki Kikansha Daibakusō!                                  | Hiroshi Nishikiori                              | 17m      | Historia original de Doraemon.                                                                        | [ 3 ] [ 4 ]   |
| 2000 | Crayon Shin-chan Movie 08: Arashi wo Yobu Jungle                             | Keiichi Hara                                    | 88m      | Historia original de Crayon Shin-chan.                                                                | [ 3 ] [ 4 ]   |
| 2001 | Doraemon Movie 22: Nobita to Tsubasa no Yūsha-tachi                          | Tsutomu Shibayama                               | 91m      | Historia original de Doraemon.                                                                        | [ 3 ] [ 4 ]   |
| 2001 | Crayon Shin-chan Movie 09: Arashi wo Yobu Mōretsu! Otona Teikoku no Gyakushū | Keiichi Hara                                    | 89m      | Historia original de Crayon Shin-chan.                                                                | [ 3 ] [ 4 ]   |
| 2002 | Doraemon Movie 23: Nobita to Robot Kingdom                                   | Tsutomu Shibayama                               | 81m      | Historia original de Doraemon.                                                                        | [ 3 ] [ 4 ]   |
| 2002 | Doraemon: The Day When I Was Born                                            | Ayumu Watanabe                                  | 28m      | Historia original de Doraemon.                                                                        | [ 3 ] [ 4 ]   |
| 2002 | The☆Doraemons: Goal! Goal! Goal!!                                            | Tetsuo Yasumi                                   | 7m       | Historia original de Doraemon.                                                                        | [ 3 ] [ 4 ]   |
| 2002 | Crayon Shin-chan Movie 10: Arashi wo Yobu Appare! Sengoku Daikassen          | Keiichi Hara                                    | 95m      | Historia original de Crayon Shin-chan.                                                                | [ 3 ] [ 4 ]   |
| 2003 | Pa-Pa-Pa the ★ Movie: Perman                                                 | Ayumu Watanabe                                  | 31m      | Historia original de Perman.                                                                          | [ 3 ] [ 4 ]   |
| 2003 | Doraemon Movie 24: Nobita to Fushigi Kaze Tsukai                             | Tsutomu Shibayama                               | 80m      | Historia original de Doraemon.                                                                        | [ 3 ] [ 4 ]   |
| 2003 | Crayon Shin-chan Movie 11: Arashi wo Yobu Eikō no Yakiniku Road              | Tsutomu Mizushima                               | 90m      | Historia original de Crayon Shin-chan.                                                                | [ 3 ] [ 4 ]   |
| 2004 | Pa-Pa-Pa the ★ Movie: Perman - Tako de Pon! Ashi wa Pon!                     | Ayumu Watanabe                                  | 32m      | Historia original de Perman.                                                                          | [ 3 ] [ 4 ]   |
| 2004 | Doraemon Movie 25: Nobita no Wan Nyan Jikūden                                | Tsutomu Shibayama                               | 80m      | Historia original de Doraemon.                                                                        | [ 3 ] [ 4 ]   |
| 2004 | Crayon Shin-chan Movie 12: Arashi wo Yobu! Yūhi no Kasukabe Boys             | Tsutomu Mizushima                               | 97m      | Historia original de Crayon Shin-chan.                                                                | [ 3 ] [ 4 ]   |
| 2005 | Crayon Shin-chan Movie 13: Densetsu wo Yobu Buriburi 3 Pun Dai Shingeki      | Yūji Mutō                                       | 88m      | Historia original de Crayon Shin-chan.                                                                | [ 3 ] [ 4 ]   |
| 2006 | Doraemon Movie 26: Nobita no Kyōryū 2006                                     | Ayumu Watanabe                                  | 107m     | Historia original de Doraemon.                                                                        | [ 3 ] [ 4 ]   |
| 2006 | Crayon Shin-chan Movie 14: Densetsu wo Yobu Odore! Amigo!                    | Yūji Mutō                                       | 90m      | Historia original de Crayon Shin-chan.                                                                | [ 3 ] [ 4 ]   |
| 2007 | Doraemon Movie 27: Nobita no Shin Makai Daibōken - 7-nin no Mahōtsukai       | Kōzō Kusuba Yukiyo Teramoto                     | 112m     | Historia original de Doraemon.                                                                        | [ 3 ] [ 4 ]   |
| 2007 | Crayon Shin-chan Movie 15: Arashi wo Yobu Utau Ketsu dake Bakudan!           | Yūji Mutō                                       | 112m     | Historia original de Crayon Shin-chan.                                                                | [ 3 ] [ 4 ]   |
| 2007 | Kappa no Kū to Natsuyasumi                                                   | Keiichi Hara                                    | 141m     | Historia original.                                                                                    | [ 3 ] [ 4 ]   |
| 2008 | Doraemon Movie 28: Nobita to Midori no Kyojin Den                            | Kōzō Kusuba Ayumu Watanabe                      | 112m     | Historia original de Doraemon.                                                                        | [ 3 ] [ 4 ]   |
| 2008 | Crayon Shin-chan Movie 16: Chō Arashi wo Yobu Kinpoko no Yūsha               | Mitsuru Hongō                                   | 93m      | Historia original de Crayon Shin-chan.                                                                | [ 3 ] [ 4 ]   |
| 2009 | Doraemon Movie 29: Shin Nobita no Uchū Kaitakushi                            | Kōzō Kusuba Shigeo Koshi                        | 98m      | Historia original de Doraemon.                                                                        | [ 3 ] [ 4 ]   |
| 2009 | Crayon Shin-chan Movie 17: Otakebe! Kasukabe Yasei Ōkoku                     | Akira Shigino                                   | 96m      | Historia original de Crayon Shin-chan.                                                                | [ 3 ] [ 4 ]   |
| 2010 | Doraemon Movie 30: Nobita no Ningyo Daikaisen                                | Kōzō Kusuba                                     | 99m      | Historia original de Doraemon.                                                                        | [ 3 ] [ 4 ]   |
| 2010 | Crayon Shin-chan Movie 18: Chō Jikū! Arashi wo Yobu Ora no Hanayome          | Akira Shigino                                   | 100m     | Historia original de Crayon Shin-chan.                                                                | [ 3 ] [ 4 ]   |
| 2010 | Atashin'chi 3D Movie: Jōnetsu no Chō Chōnōryoku Haha Dai Bōsō                | Desconocido                                     | 40m      | Historia original de Atashin'chi.                                                                     | [ 3 ] [ 4 ]   |
| 2011 | Doraemon Movie 31: Shin Nobita to Tetsujin Heidan - Habatake Tenshi-tachi    | Yukiyo Teramoto                                 | 108m     | Historia original de Doraemon.                                                                        | [ 3 ] [ 4 ]   |
| 2011 | Crayon Shin-chan Movie 19: Arashi wo Yobu Ōgon no Spy Daisakusen             | Sōichi Masui                                    | 108m     | Historia original de Crayon Shin-chan.                                                                | [ 3 ] [ 4 ]   |
| 2012 | Doraemon Movie 32: Nobita to Kiseki no Shima - Animal Adventure              | Kōzō Kusuba                                     | 100m     | Historia original de Doraemon.                                                                        | [ 3 ] [ 4 ]   |
| 2012 | Crayon Shin-chan Movie 20: Arashi wo Yobu! Ora to Uchū no Princess           | Sōichi Masui                                    | 110m     | Historia original de Crayon Shin-chan.                                                                | [ 3 ] [ 4 ]   |
| 2013 | Doraemon Movie 33: Nobita no Himitsu Dōgu Museum                             | Yukiyo Teramoto                                 | 104m     | Historia original de Doraemon.                                                                        | [ 3 ] [ 4 ]   |
| 2013 | Crayon Shin-chan Movie 21: Bakauma! B-Kyū Gourmet Survival Battle!!          | Masakazu Hashimoto                              | 96m      | Historia original de Crayon Shin-chan.                                                                | [ 3 ] [ 4 ]   |
| 2014 | Parol no Miraijima                                                           | Kazuaki Imai                                    | 26m      | Historia original.                                                                                    | [ 3 ] [ 4 ]   |
| 2014 | Doraemon Movie 34: Shin Nobita no Daimakyō - Peko to 5-nin no Tankentai      | Shinnosuke Yakuwa                               | 109m     | Historia original de Doraemon.                                                                        | [ 3 ] [ 4 ]   |
| 2014 | Crayon Shin-chan Movie 22: Gachinko! Gyakushū no Robo To-chan                | Wataru Takahashi                                | 96m      | Historia original de Crayon Shin-chan.                                                                | [ 3 ] [ 4 ]   |
| 2014 | Stand by Me Doraemon                                                         | Takashi Yamazaki Ryūichi Yagi                   | 96m      | Historia original de Doraemon. Coproducción junto a Shirogumi.                                        | [ 24 ] [ 25 ] |
| 2015 | Doraemon Movie 35: Nobita no Space Heroes                                    | Yoshihiro Ōsugi                                 | 100m     | Historia original de Doraemon.                                                                        | [ 3 ] [ 4 ]   |
| 2015 | Crayon Shin-chan Movie 23: Ora no Hikkoshi Monogatari - Saboten Daisūgeki    | Masakazu Hashimoto                              | 103m     | Historia original de Crayon Shin-chan.                                                                | [ 3 ] [ 4 ]   |
| 2016 | Doraemon Movie 36: Shin Nobita no Nippon Tanjō                               | Shinnosuke Yakuwa                               | 104m     | Historia original de Doraemon.                                                                        | [ 3 ] [ 4 ]   |
| 2016 | Crayon Shin-chan Movie 24: Bakusui! Yumemi World Dai Totsugeki               | Wataru Takahashi                                | 96m      | Historia original de Crayon Shin-chan.                                                                | [ 3 ] [ 4 ]   |
| 2017 | Gō-chan.: Moko to Chinjū no Mori no Nakama-tachi                             | Tetsuo Yasumi                                   | 53m      | Historia original.                                                                                    | [ 3 ] [ 4 ]   |
| 2017 | Doraemon Movie 37: Nobita no Nankyoku Kachikochi Daibōken                    | Atsushi Takahashi                               | 101m     | Historia original de Doraemon.                                                                        | [ 3 ] [ 4 ]   |
| 2017 | Crayon Shin-chan Movie 25: Shin-chan Shūrai! Uchūjin Shiriri                 | Masakazu Hashimoto                              | 105m     | Historia original de Crayon Shin-chan.                                                                | [ 3 ] [ 4 ]   |
| 2018 | Doraemon Movie 38: Nobita no Takarajima                                      | Kazuaki Imai                                    | 109m     | Historia original de Doraemon.                                                                        | [ 3 ] [ 4 ]   |
| 2018 | Gō-chan.: Moko to Koori no Ue no Yakusoku                                    | Minetarō Hirai Tetsuo Yasumi                    | 51m      | Secuela de Gō-chan.: Moko to Chinjū no Mori no Nakama-tachi. Coproducción junto a SynergySP.          | [ 3 ] [ 4 ]   |
| 2018 | Crayon Shin-chan Movie 26: Bakumori! Kung Fu Boys - Ramen Tairan             | Wataru Takahashi                                | 105m     | Historia original de Crayon Shin-chan.                                                                | [ 3 ] [ 4 ]   |
| 2019 | Doraemon Movie 39: Nobita no Getsumen Tansaki                                | Shinnosuke Yakuwa                               | 111m     | Historia original de Doraemon.                                                                        | [ 3 ] [ 4 ]   |
| 2019 | Crayon Shin-chan Movie 27: Shinkon Ryokō Hurricane - Ushinawareta Hiroshi    | Masakazu Hashimoto                              | 99m      | Historia original de Crayon Shin-chan.                                                                | [ 3 ] [ 4 ]   |
| 2020 | Doraemon Movie 40: Nobita no Shin Kyōryū                                     | Kazuaki Imai                                    | 110m     | Historia original de Doraemon.                                                                        | [ 3 ] [ 4 ]   |
| 2020 | Crayon Shin-chan Movie 28: Gekitotsu! Rakuga Kingdom to Hobo Yonin no Yūsha  | Takahiko Kyōgoku                                | 104m     | Historia original de Crayon Shin-chan.                                                                | [ 3 ] [ 4 ]   |
| 2020 | Stand by Me Doraemon 2                                                       | Takashi Yamazaki Ryūichi Yagi                   | 95m      | Secuela de Stand by Me Doraemon. Coproducción junto a Shirogumi.                                      | [ 3 ] [ 4 ]   |
| 2021 | Crayon Shin-chan Movie 29: Mystery Meki! Hana no Tenkasu Gakuen              | Wataru Takahashi                                | 104m     | Historia original de Crayon Shin-chan.                                                                | [ 3 ] [ 4 ]   |
| 2022 | Doraemon Movie 41: Nobita no Little Star Wars                                | Susumu Yamaguchi                                | 108m     | Historia original de Doraemon.                                                                        | [ 3 ] [ 4 ]   |
| 2022 | Crayon Shin-chan Movie 30: Mononoke Ninja Chinpūden                          | Masakazu Hashimoto                              | 99m      | Historia original de Crayon Shin-chan.                                                                | [ 3 ] [ 4 ]   |
| 2022 | Karakai Jōzu no Takagi-san: La Película                                      | Hiroaki Akagi                                   | 73m      | Secuela de Karakai Jōzu no Takagi-san 3.                                                              | [ 26 ] [ 27 ] |
| 2023 | Doraemon Movie 42: Nobita to Sora no Utopia                                  | Takumi Dōyama                                   | 107m     | Historia original de Doraemon.                                                                        | [ 3 ] [ 4 ]   |
| 2023 | Madogiwa no Totto-chan                                                       | Shinnosuke Yakuwa                               | 114m     | Adaptación de la novela escrita por Tetsuko Kuroyanagi.                                               | [ 28 ]        |
| 2023 | Crayon Shin-chan Movie 31: Chōnōryoku Daikessen - Tobe Tobe Temakizushi      | Hitoshi Ōne                                     | 94m      | Historia original de Crayon Shin-chan.                                                                | [ 29 ]        |
| 2024 | Doraemon Movie 43: Nobita no Chikyū Symphony                                 | Kazuaki Imai                                    | 115m     | Historia original de Doraemon.                                                                        |               |
| 2024 | Crayon Shin-chan Movie 32: Ora-tachi no Kyōryū Nikki                         | Shinobu Sasaki                                  | 100m     | Historia original de Crayon Shin-chan.                                                                | [ 30 ]        |
| 2024 | Bakeneko Anzu-chan                                                           | Nobuhiro Yamashita Yōko Kuno                    | 90m      | Adaptación del manga escrito e ilustrado por Takashi Imashiro. Coproducción junto a Miyu Productions. | [ 31 ]        |
| 2025 | Doraemon Movie 44: Nobita no E Sekai Monogatari                              | Yukiyo Teramoto                                 | 105m     | Historia original de Doraemon.                                                                        |               |
| 2025 | Crayon Shin-chan Movie 33: Chō Karei! Shakunetsu no Kasukabe Dancers         | Masakazu Hashimoto                              | 105m     | Historia original de Crayon Shin-chan.                                                                | [ 32 ]        |
| 2025 | Toritsukare Otoko                                                            | Wataru Takahashi                                | —        | Adaptación de la novela escrita por Shinji Ishii.                                                     | [ 33 ]        |
| 2025 | Peleliu: Rakuen no Guernica                                                  | Gorō Kuji                                       | —        | Adaptación del manga escrito e ilustrado por Kazuyoshi Takeda. Coproducción junto a Fugaku.           | [ 34 ]        |
| 2026 | Boku no Kokoro no Yabai Yatsu Movie                                          | Hiroaki Akagi                                   | —        | Película recopilatoria de la temporada 1 y 2 de Boku no Kokoro no Yabai Yatsu.                        | [ 35 ]        |

### OVAs
| Año  | Título                                               | Director(es)      | Fecha de primera transmisión | Fecha de última transmisión | Eps. | Notas                                                                                                 | Refs.       |
| ---- | ---------------------------------------------------- | ----------------- | ---------------------------- | --------------------------- | ---- | --- | ----------- |
| 1988 | Kenritsu Umisora Kōkō Yakyūbu-in Yamashita Tarō-kun  | Tsutomu Shibayama | 23 de septiembre de 1988     | 23 de septiembre de 1988    | 1    | Adaptación del manga escrito e ilustrado por Kōji Koseki.                                             | [ 3 ] [ 4 ] |
| 2002 | Jungle wa Itsumo Hare nochi Guu Deluxe               | Tsutomu Mizushima | 25 de agosto de 2002         | 25 de enero de 2003         | 6    | Secuela de Jungle wa Itsumo Hare nochi Guu.                                                           | [ 3 ] [ 4 ] |
| 2003 | Jungle wa Itsumo Hare nochi Guu Final                | Tsutomu Mizushima | 21 de diciembre de 2003      | 25 de junio de 2004         | 7    | Secuela de Jungle wa Itsumo Hare nochi Guu Deluxe.                                                    | [ 3 ] [ 4 ] |
| 2014 | Tonari no Seki-kun OVA                               | Yūji Mutō         | 4 de enero de 2014           | 4 de enero de 2014          | 1    | Episodio incluido con el quinto volumen del manga.                                                    | [ 3 ] [ 4 ] |
| 2016 | Trickster: Edogawa Ranpo "Shōnen Tanteidan" yori OVA | Masahiro Mukai    | 22 de diciembre de 2016      | 22 de diciembre de 2016     | 2    | Adaptación del manga escrito e ilustrado por Mantohihi Binta. Coproducción junto a TMS Entertainment. | [ 3 ] [ 4 ] |
| 2018 | Karakai Jōzu no Takagi-san: Water Slide              | Hiroaki Akagi     | 12 de julio de 2018          | 12 de julio de 2018         | 1    | Episodio incluido con la edición limitada del noveno volumen del manga.                               | [ 3 ] [ 4 ] |

### ONAs
| Año  | Título                                        | Director(es)                    | Fecha de primera transmisión | Fecha de última transmisión | Eps. | Notas                                                        | Refs.       |
| ---- | --------------------------------------------- | ------------------------------- | ---------------------------- | --------------------------- | ---- | ------------------------------------------------------------ | ----------- |
| 2010 | Potecco Babies                                | Shinichi Kuniyasu Yōsuke Suzuki | 17 de mayo de 2010           | 4 de septiembre de 2010     | 2    | Historia original.                                           | [ 36 ]      |
| 2011 | Potecco Babies (2011)                         | Yōsuke Suzuki                   | 22 de abril de 2011          | 10 de julio de 2011         | 12   | Secuela de Potecco Babies.                                   | [ 3 ] [ 4 ] |
| 2015 | Anime de Wakaru Shinryounaika                 | Hirofumi Ogura                  | 13 de febrero de 2015        | 26 de junio de 2015         | 20   | Adaptación del manga escrito por Yū Yūki e ilustrado por Sō. | [ 3 ] [ 4 ] |
| 2016 | Crayon Shin-chan Gaiden: Alien vs. Shinnosuke | Michio Mihara                   | 3 de agosto de 2016          | 26 de octubre de 2016       | 13   | Historial original de Crayon Shin-chan.                      | [ 3 ] [ 4 ] |
| 2019 | Null Peta                                     | Hirofumi Ogura                  | 4 de octubre de 2019         | 20 de diciembre de 2019     | 12   | Parte de la franquicia multimedia creada por Hato.           | [ 3 ] [ 4 ] |

### Especiales
| Año  | Título                                                                  | Director(es)                    | Fecha de primera transmisión | Fecha de última transmisión | Eps. | Notas                                                                                           | Refs.       |
| ---- | ----------------------------------------------------------------------- | ------------------------------- | ---------------------------- | --------------------------- | ---- | ----------------------------------------------------------------------------------------------- | ----------- |
| 1981 | Doraemon: Doraemon Comes Back                                           | Ayumu Watanabe                  | 3 de enero de 1981           | 3 de enero de 1981          | 1    | Historia original de Doraemon.                                                                  | [ 3 ] [ 4 ] |
| 1983 | Perman (1983) Specials                                                  | Hiroshi Sasagawa Masuji Harada  | 20 de julio de 1983          | 1 de octubre de 1984        | 3    | Episodios especiales de Perman (1983).                                                          | [ 3 ] [ 4 ] |
| 1985 | Sangokushi                                                              | Tetsuo Imazawa                  | 20 de marzo de 1985          | 20 de marzo de 1985         | 1    | Basado en la novela Romance de los Tres Reinos.                                                 | [ 3 ] [ 4 ] |
| 1986 | Sangokushi II: Amakakeru Otoko-tachi                                    | Tetsuo Imazawa                  | 22 de agosto de 1986         | 22 de agosto de 1986        | 1    | Secuela de Sangokushi.                                                                          | [ 3 ] [ 4 ] |
| 1988 | Esper Mami Special: My Angel Mami-chan                                  | Keiichi Hara                    | 27 de diciembre de 1988      | 27 de diciembre de 1988     | 1    | Un especial de fin de año, emitido entre los episodios 84 y 85 de Esper Mami.                   | [ 3 ] [ 4 ] |
| 1989 | Warau Salesman Episode 0                                                | Toshirō Kuni Yoshitomo Yonetani | 10 de octubre de 1989        | 10 de octubre de 1989       | 1    | Adaptación del manga escrito e ilustrado por Fujiko Fujio.                                      | [ 3 ] [ 4 ] |
| 1989 | Chinpui Specials                                                        | Mitsuru Hongō                   | 29 de diciembre de 1989      | 29 de diciembre de 1989     | 2    | Episodios especiales de Chinpui.                                                                | [ 3 ] [ 4 ] |
| 1990 | Warau Salesman Dai SP-banashi                                           | Yoshitomo Yonetani              | 23 de enero de 1990          | 7 de julio de 1992          | 8    | Especiales de Warau Salesman.                                                                   | [ 3 ] [ 4 ] |
| 1990 | Fujiko Fujio A no Mumako                                                | Desconocido                     | 3 de julio de 1990           | 3 de julio de 1990          | 1    | Adaptación de la novela escrita por Fujiko Fujio.                                               | [ 3 ] [ 4 ] |
| 1992 | Uchida Shungicu no Noroi no One-Piece                                   | Yoshiji Kigami                  | 25 de agosto de 1992         | 25 de agosto de 1992        | 1    | Historia original. Coproducción junto a Kyoto Animation.                                        | [ 3 ] [ 4 ] |
| 1992 | Warau Salesman Special Program                                          | Yoshitomo Yonetani              | 26 de diciembre de 1992      | 28 de diciembre de 1993     | 14   | Especiales de Warau Salesman.                                                                   | [ 3 ] [ 4 ] |
| 1992 | Crayon Shin-chan Specials                                               | Keiichi Hara Mitsuru Hongō      | 28 de diciembre de 1992      | —                           | —    | Episodios especiales de Crayon Shin-chan.                                                       | [ 3 ] [ 4 ] |
| 1994 | Kageyama Tamio no Double Fantasy                                        | Katsumi Terahigashi             | 2 de enero de 1994           | 2 de enero de 1994          | 1    | Historia original.                                                                              | [ 3 ] [ 4 ] |
| 1994 | Nakazaki Tatsuya Super Gag Theater I                                    | Tetsuo Yasumi                   | 16 de enero de 1994          | 16 de enero de 1994         | 1    | Una adaptación de varios manga cortos de Tatsuya Nakazaki.                                      | [ 3 ] [ 4 ] |
| 1994 | Nakazaki Tatsuya Super Gag Theater II                                   | Tetsuo Yasumi                   | 21 de agosto de 1994         | 21 de agosto de 1994        | 1    | Secuela de Nakazaki Tatsuya Super Gag Theater I.                                                | [ 3 ] [ 4 ] |
| 2002 | Umigame to Shōnen                                                       | Tetsuo Yasumi                   | 15 de agosto de 2002         | 15 de agosto de 2002        | 1    | Parte de Sensō Dōwa.                                                                            | [ 3 ] [ 4 ] |
| 2002 | Jungle wa Itsumo Hare nochi Guu: Eizō Tokuten - Maboroshi no Pilot Film | Tsutomu Mizushima               | 21 de diciembre de 2002      | 21 de diciembre de 2002     | 1    | Adaptación del manga escrito e ilustrado por Renjuro Kindaichi.                                 | [ 3 ] [ 4 ] |
| 2003 | Tako ni Natta Okaasan                                                   | Yoshio Takeuchi                 | 15 de agosto de 2003         | 15 de agosto de 2003        | 1    | Parte de Sensō Dōwa.                                                                            | [ 3 ] [ 4 ] |
| 2004 | Chiisai Sensuikan ni Koi wo Shita Dekasugiru Kujira no Hanashi          | Tetsuo Yasumi                   | 14 de agosto de 2004         | 14 de agosto de 2004        | 1    | Parte de Sensō Dōwa.                                                                            | [ 3 ] [ 4 ] |
| 2005 | Boku no Bōkūgō                                                          | Yoshio Takeuchi                 | 13 de agosto de 2005         | 13 de agosto de 2005        | 1    | Parte de Sensō Dōwa.                                                                            | [ 3 ] [ 4 ] |
| 2006 | Yakeato no, Okashi no Ki                                                | Tetsuo Yasumi                   | 15 de agosto de 2006         | 15 de agosto de 2006        | 1    | Parte de Sensō Dōwa.                                                                            | [ 3 ] [ 4 ] |
| 2007 | Futatsu no Kurumi                                                       | Tetsuo Yasumi                   | 15 de agosto de 2007         | 15 de agosto de 2007        | 1    | Parte de Sensō Dōwa.                                                                            | [ 3 ] [ 4 ] |
| 2008 | Kiku-chan to Ōkami                                                      | Tetsuo Yasumi                   | 13 de agosto de 2008         | 13 de agosto de 2008        | 1    | Parte de Sensō Dōwa.                                                                            | [ 3 ] [ 4 ] |
| 2009 | Aoi Hitomi no Onnanoko no Ohanashi                                      | Tetsuo Yasumi                   | 13 de agosto de 2009         | 13 de agosto de 2009        | 1    | Parte de Sensō Dōwa.                                                                            | [ 3 ] [ 4 ] |
| 2011 | Stitch!: Zutto Saikō no Tomodachi Special                               | Desconocido                     | 19 de junio de 2011          | 19 de junio de 2011         | 1    | Episodio especial de Stitch!: Zutto Saikō no Tomodachi.                                         | [ 3 ] [ 4 ] |
| 2012 | Ninja Hattori-kun (2012) Special                                        | Tetsuo Yasumi                   | 2012                         | 2012                        | 1    | Episodio especial de Ninja Hattori-kun (2012).                                                  | [ 3 ] [ 4 ] |
| 2012 | Stitch to Suna no Wakusei                                               | Desconocido                     | 16 de junio de 2012          | 16 de junio de 2012         | 1    | Secuela de Stitch!: Zutto Saikō no Tomodachi Special.                                           | [ 3 ] [ 4 ] |
| 2014 | Tonari no Seki-kun Specials                                             | Yūji Mutō                       | 28 de mayo de 2014           | 28 de mayo de 2014          | 2    | Episodios especiales de Tonari no Seki-kun.                                                     | [ 3 ] [ 4 ] |
| 2015 | Minna no Dōyō: Shabondama - Oyako de Utau Uta                           | Desconocido                     | 22 de julio de 2015          | 22 de julio de 2015         | 15   | Una recopilación de 15 canciones populares. Primer volumen.                                     | [ 3 ] [ 4 ] |
| 2015 | Minna no Dōyō: Yūyake Koyake - Utaitsugitai Uta                         | Desconocido                     | 22 de julio de 2015          | 22 de julio de 2015         | 15   | Una recopilación de 15 canciones populares. Segundo volumen. Coproducción junto a Science Saru. | [ 3 ] [ 4 ] |
| 2015 | Minna no Dōyō: Warera wa Umi no Ko - Minna de Utau Uta                  | Desconocido                     | 22 de julio de 2015          | 22 de julio de 2015         | 15   | Una recopilación de 15 canciones populares. Tercer volumen.                                     | [ 3 ] [ 4 ] |
| 2015 | Stitch! Perfect Memory                                                  | Desconocido                     | 7 de agosto de 2015          | 7 de agosto de 2015         | 1    | Secuela de Stitch to Suna no Wakusei.                                                           | [ 3 ] [ 4 ] |
| 2016 | Oishinbo Pilot                                                          | Desconocido                     | 21 de diciembre de 2016      | 21 de diciembre de 2016     | 1    | Episodio piloto no emitido de Oishinbo.                                                         | [ 3 ] [ 4 ] |
| 2020 | Null Peta: Doki♥ Nurunuru Petapeta! Mizugi-darake no Oneechan Taikai!   | Desconocido                     | 31 de enero de 2020          | 31 de enero de 2020         | 1    | Episodio adicional incluido en el lanzamiento del Blu-ray/DVD.                                  | [ 3 ] [ 4 ] |

## Identificativo
Según Daikichirō Kusube, el origen del nombre de "Shin-Ei" viene del significado "Shinsei A Pro", es decir, "New A Production", que significa "nueva generación". El logotipo creado está diseñado como un personaje de mascota, con una cabeza y una mano parecidas a los dibujos de Shin-Ei. Kusunobu Daikichiro diseño a la mascota de la compañía, llamado "A-chan".